# Lech Raczak

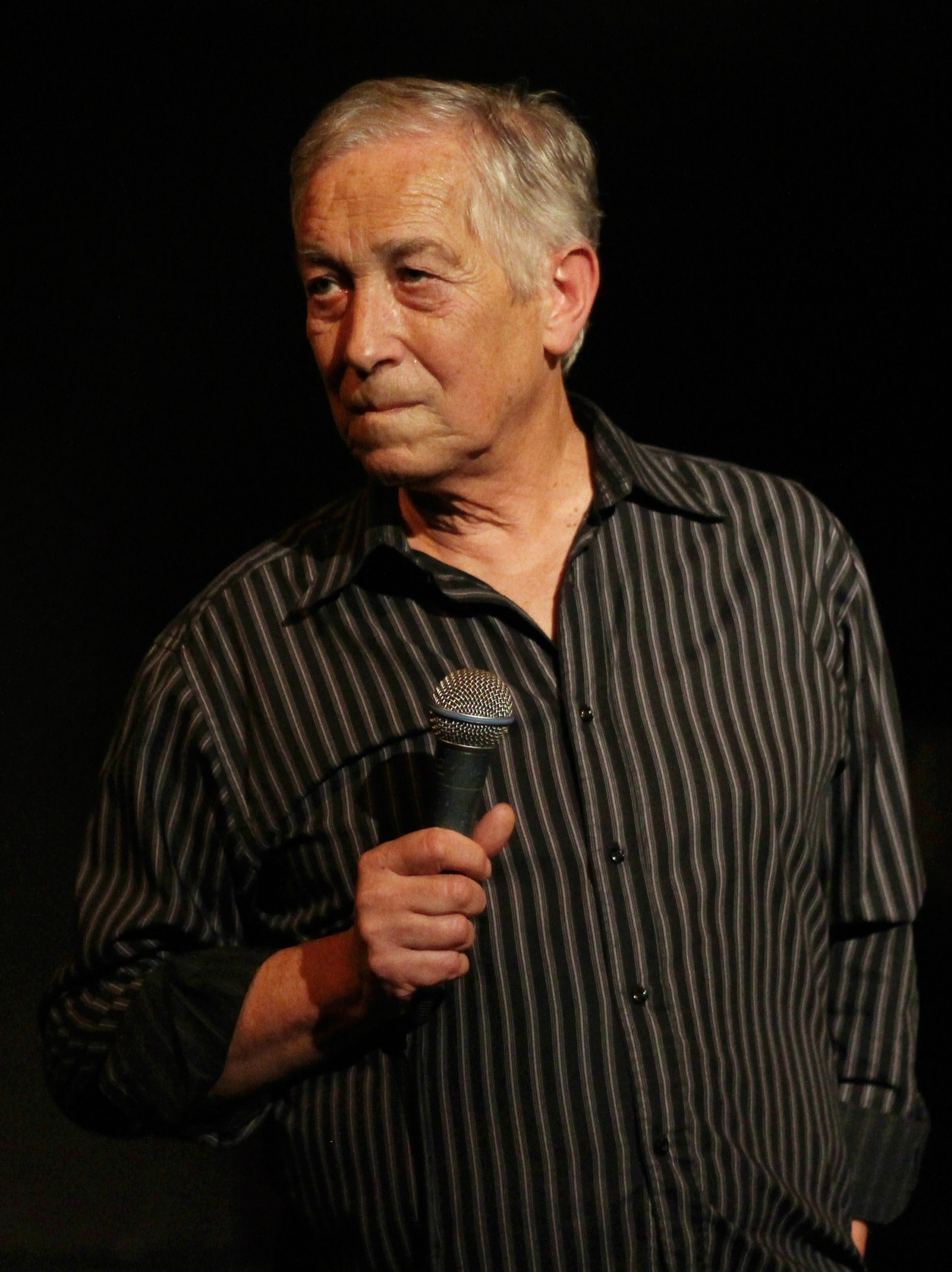
Lech Raczak (2016)

Lech Raczak (* 27. Januar 1946 in Krzyżanowo; † 17. Januar 2020 in Posen) war ein polnischer Schauspieler und Regisseur, Theaterwissenschaftler und -pädagoge.
Raczak studierte bis 1969 Polonistik an der Universität Posen. Er war 1964 Mitbegründer des Teatr Ósmego Dnia, dessen künstlerischer Leiter er von 1968 bis 1992 war. Von 1995 bis 1998 leitete er das Teatr Polski in Posen, außerdem war er von 1993 bis 2012 künstlerischer Leiter des Internationalen Theaterfestivals „Malta“. Ab 2003 unterrichtete er an der Uniwersytet Artystyczny in Posen.
Er arbeitete als Regisseur und Dramaturg mit Ensembles in Polen (Sekta, Asocjacja 2006) und Italien (Basho in Modena, Arca in Catania, Aenigma in Urbino, Uqbar in Verona) und an Schauspielhäusern wie dem Teatr Aleksandra Fredry in Gnesen, dem Studio-Theater in Warschau, dem Teatr Miniatura in Danzig, dem Teatr Współczesny in Breslau, dem Teatr Nowy in Łódź und dem Teatr Heleny Modrzejewskiej in Legnica.
Insgesamt realisierte er etwa siebzig Regiearbeiten, von denen einige für das Fernsehen aufgezeichnet wurden. In jüngerer Zeit arbeitete er mit Ewa Wycichowska an deren Aufführung Transss und führte Regie in dem Fernsehfilm Ze wspomnień Ijona Tichego mit Tadeusz Janiszewski in der Hauptrolle. Selbst trat er als Autor von Stücken für das Straßentheater wie Raport z oblężonego miasta (1983), Cuda i mięso (1984) und Mięso (1989) hervor. Seine theaterwissenschaftlichen Texte wurden auch in den USA, Frankreich, Deutschland, Großbritannien und Italien veröffentlicht und erschienen 2012 in der dreibändigen Ausgabe Pism teatralnych.